# Cyril Gautier
Cyril Gautier (Plouagat, 26 september 1987) is een voormalig Frans wielrenner. In 2008 werd Gautier Europees kampioen bij de beloften.

## Overwinningen
2008
 Europees kampioen op de weg, Beloften
2e etappe Kreiz Breizh Elites
2010
Route Adélie de Vitré
2012
 Jongerenklassement Internationaal Wegcriterium
2013
Ronde van de Finistère
2014
2e etappe Ronde van de Limousin
2016
Bergklassement La Méditerranéenne
Parijs-Camembert
2017
Punten- en bergklassement Ronde van Valencia
3e etappe Ronde van de Limousin
2019
Bergklassement Ronde van de Haut-Var

## Resultaten in voornaamste wedstrijden
| Jaar | Ronde van Italië | Ronde van Frankrijk | Ronde van Spanje |
| ---- | ---------------- | ------------------- | ---------------- |
| 2009 |                  |                     |                  |
| 2010 |                  | 44e                 |                  |
| 2011 |                  | 43e                 |                  |
| 2012 |                  | 61e                 |                  |
| 2013 |                  | 32e                 |                  |
| 2014 |                  | 25e                 |                  |
| 2015 |                  | 34e                 | 58e              |
| 2016 |                  | 68e                 |                  |
| 2017 |                  | 48e                 |                  |
| 2018 |                  |                     |                  |
| 2019 |                  |                     |                  |
| 2020 |                  | 78e                 |                  |
| 2021 |                  | 81e                 |                  |
| 2022 |                  |                     |                  |

| Jaar | Milaan-San Remo | Ronde van Vlaanderen | Amstel Gold Race | Luik-Bast.‑Luik | Ronde van Lombardije | Waalse Pijl | Bretagne Classic |  | WK op de weg |  | Wereldranglijsten |
| ---- | --------------- | -------------------- | ---------------- | --------------- | -------------------- | ----------- | ---------------- |  | ------------ |  | ----------------- |
| 2009 |                 |                      |                  | 68e             |                      | 123e        | 33e              |  |              |  |                   |
| 2010 |                 |                      |                  | 72e             |                      | 34e         | 78e              |  | 32e          |  |                   |
| 2011 |                 | 78e                  |                  |                 | opgave               |             | 122e             |  |              |  |                   |
| 2012 |                 | opgave               |                  | 106e            |                      |             | 51e              |  |              |  |                   |
| 2013 |                 |                      |                  | 74e             | 17e                  |             | 60e              |  | 59e          |  |                   |
| 2014 |                 |                      | 27e              | 14e             |                      | 31e         | 4e               |  | 60e          |  | 60e (UWT)         |
| 2015 |                 |                      |                  |                 |                      |             |                  |  |              |  |                   |
| 2016 |                 |                      | 50e              | 84e             | opgave               | 52e         | 100e             |  |              |  |                   |
| 2017 |                 |                      | 43e              | 49e             |                      | 52e         | 34e              |  | 86e          |  | 192e (UWT)        |
| 2018 | 42e             |                      |                  | 94e             |                      |             | 74e              |  |              |  |                   |
| 2019 |                 |                      | opgave           | opgave          | 42e                  |             |                  |  |              |  |                   |
| 2020 |                 |                      |                  |                 |                      |             |                  |  |              |  |                   |
| 2021 |                 |                      |                  |                 |                      |             |                  |  |              |  |                   |
| 2022 |                 |                      | opgave           |                 |                      | opgave      |                  |  |              |  |                   |

## Ploegen
2007 –  Bretagne Armor Lux
2008 –  Bretagne Armor Lux
2009 –  Bbox Bouygues Télécom
2010 –  Bbox Bouygues Télécom
2011 –  Team Europcar
2012 –  Team Europcar
2013 –  Team Europcar
2014 –  Team Europcar
2015 –  Team Europcar
2016 –  AG2R La Mondiale
2017 –  AG2R La Mondiale
2018 –  AG2R La Mondiale
2019 –  Vital Concept-B&B Hotels
2020 –  B&B Hotels-Vital Concept p/b KTM
2021 –  B&B Hotels p/b KTM
2022 –  B&B Hotels-KTM